# رابسينة
الرابسينة (الاسم العلمي: Rhapidinae) هي تحت قبيلة من النباتات تتبع الفصيلة الفوفلية من رتبة الفوفليات.

## أجناس الرابسينة
- الرابسة